# Артур Сесіл Пігу
А́ртур Се́сіль Пі́ґу (англ. Arthur Cecil Pigou; 18 листопада 1877, Рейд, Айл-оф-Вайт — 7 березня 1959, Кембридж, Велика Британія) — англійський економіст, видатний представник Кембриджської неокласичної школи, учень і послідовник засновника цієї школи Альфреда Маршалла, автор концепції економіки добробуту. В історію ім'я економіста увійшло разом з відкритим ним «ефектом Піґу», коли при зростанні грошової маси відсутність інфляційних очікувань і гнучка система цін та процентних ставок можуть призвести не до підвищення, а до зниження рівня цін.

## Головна праця— Концепція економіки добробуту
Суть концепції економіки добробуту полягає в тому, що Артур Піґу розглядає соціальний добробут як суму добробуту окремих індивідів. Основою соціального добробуту є економічний добробут, що трактується як кількість задоволення, котре можна виразити в грошовому еквіваленті. Розвиваючи свою ідею, Піґу стверджував, що «економічні» причини діють на економічний добробут будь-якої країни не прямо, а через створення й використання об'єктивного додаткового економічного добробуту, що його економісти називають національним доходом. Національний дохід, так само як економічний добробут, є частиною загального добробуту, що прямо чи опосередковано зв'язується з грошовим вираженням, є тією частиною об'єктивного доходу, що вимірюється грошима.

## Науковий внесок
- В праці «Економічна теорія добробуту» (1924) Піґу розвинув принцип «найбільшого блага для найбільшої кількості людей». Найвищого рівня добробуту можна досягти більш рівномірним розподілом доходів, хоча це може негативно вплинути на нагромадження капіталу й виробничу енергію.[8]
- Запропонував ідею перерозподілення доходів через активну податкову політику держави. Він обґрунтував необхідність прогресивної системи податків, яка передбачає збільшення ставки оподаткування пропорційно зростанню доходу, а також запровадження значного податку на спадщину. Він проаналізував форми державного втручання в економіку: пряму та опосередковану. Перша передбачає державний контроль над цінами та обсягами випуску продукції, друга — використання податків і субсидій як інструментів регулювання економіки[9]
- Піґу вважав, що за умов вільної конкуренції достатньо опосередкованих методів, а з посиленням позицій монополій в економічному житті виникає необхідність прямого втручання держави.
- Значну увагу він приділяв проблемі зайнятості населення, яку зв'язував з рівнем заробітної плати і реальним попитом на працю. Якщо номінальна зарплата скорочується повільніше, ніж падають ціни, то зростає реальна зарплата, що веде до збільшення сукупного попиту й випуску продукції. Унаслідок цього зростає зайнятість або, як визначає Піґу, національний дохід — загальний обсяг товарів та послуг, що виготовляються в суспільстві протягом року, тобто та частка матеріального доходу суспільства, яка може бути виражена в грошах, — товари та послуги для кінцевого споживання.[6]

## Кар'єра
Після закінчення Кінгз-коледжу Кембриджського університету, де він спеціалізувався на вивченні математики та історії, Піґу залишився працювати на кафедрі політичної економії, а в 1908 змінив Альфреда Маршалла і залишався її беззмінним керівником до 1943. У 1918—1919 Піґу був членом Валютного комітету, в 1919—1920 — членом Королівської комісії з прибуткових податків, а в 1924—1925 — членом комітету Чемберлена з питань грошового обігу.

## Наукова діяльність
Поряд з вивченням практичних питань економіки і розробкою окремих аспектів економічної і соціальної політики Піґу займався теоретичними дослідженнями і здобув широку популярність завдяки своїм роботам з економічної теорії добробуту. Головна праця Піґу — Економічна теорія добробуту (The Economics of Welfare, 1920); серед інших його робіт — Економіка стаціонарних станів (The Economics of Stationary States, 1935), Зайнятість і рівновага (Employment and Equilibrium, 1949), Коливання промислової активності (Industrial Fluctuations, 1929).Запропонована Піґу економічна теорія добробуту, що являла собою спробу об'єднання пізніх рікардіанських вчень з ідеями розвитку школи граничної корисності, лягла в основу соціальних реформ, що проводяться лейбористами у Великій Британії, і сприяла розвитку численних теорій держави загального благоденства. Центральне місце в даній теорії займає концепція національного дивіденду, який визначається як частка матеріального доходу суспільства, яка може бути виражена в грошах. Велике значення надається постановці та розгляду соціальних проблем, зокрема, питань праці, заробітної плати і безробіття, вирішення яких впливає на величину і розподіл національного дивіденду, тобто. економічного і загального добробуту, вивченню циклічних коливань в економіці, основну причину яких Піґу бачив у зміні попиту на працю. Разом з тим, визнаючи роль держави у вирішенні соціальних проблем, Піґу був прихильником вільної конкуренції в економіці і обмежував межі державного втручання в економічне життя, виступав проти державного регулювання цін і розподілу ресурсів.